# Olha-Kobyljanska-Stadttheater

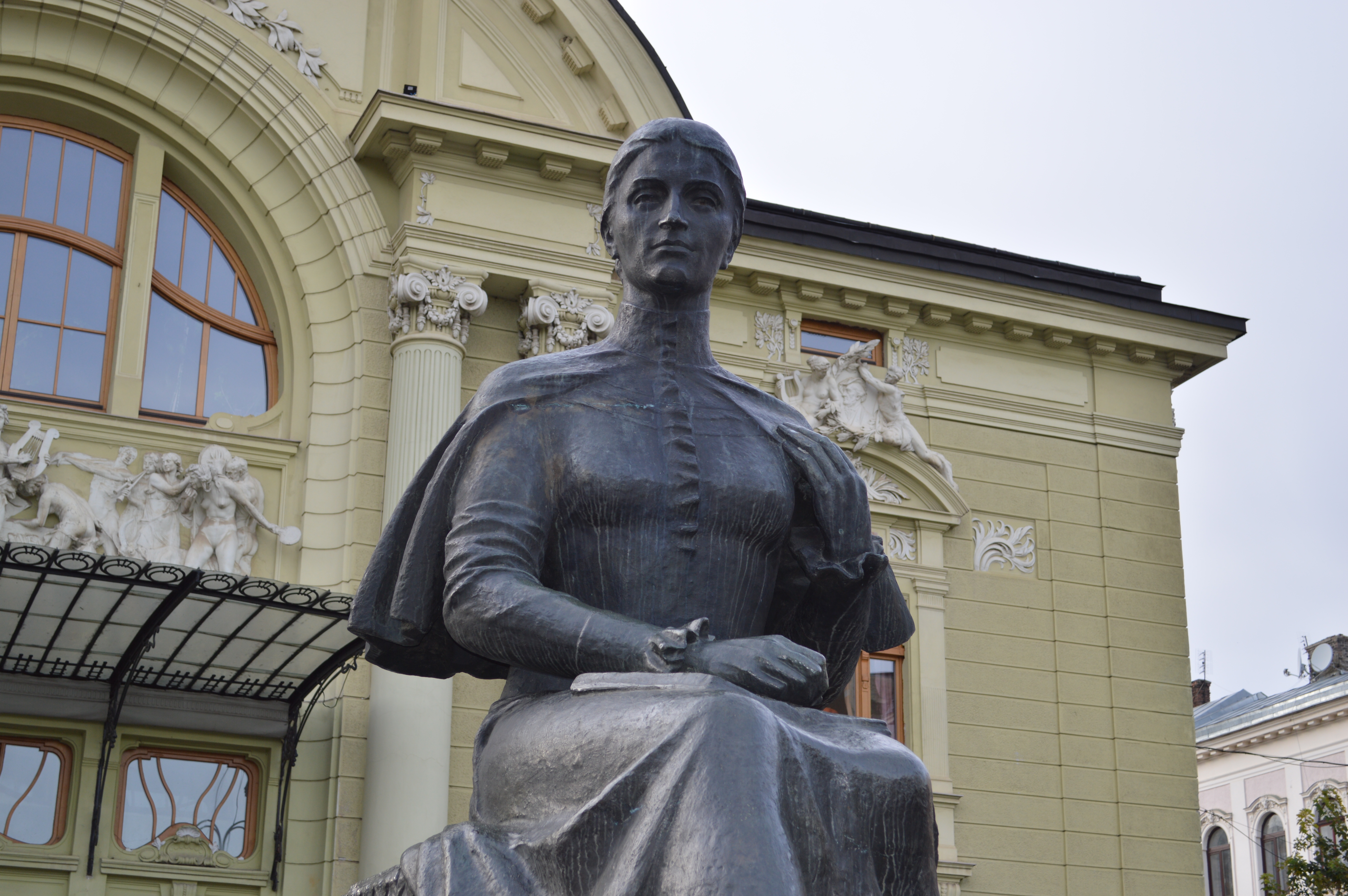
Skulptur von Olha-Kobyljanska

Das Olha-Kobyljanska-Stadttheater, zuweilen auch als Ukrainisch musikalisch-dramatisches Olha-Kobyljanska-Theater (ukrainisch Чернівецький музично-драматичний театр імені Ольги Кобилянської) bezeichnet, ist ein Theater in der westukrainischen Stadt Czernowitz. Es wurde unter der Nummer 1737 in das Verzeichnis einer Architektur von nationaler Bedeutung aufgenommen.

## Geschichte
Seit 1805 war das Theater ein fester Bestandteil des kulturellen Lebens in Czernowitz. Was lange Zeit fehlte, war ein geeignetes Gebäude für die Theateraufführungen. Aus diesem Grund dienten private Säle, Gasthäuser, Casinos, Hotels oder der Volksgarten als Aufführungsräume. Zwar wurden einige kleine Häuser für Theateraufführungen gebaut, die alle jedoch nur ein Provisorium darstellten. Ende der 1890er Jahre entwickelten sich konkrete Pläne für ein Theatergebäude und das Wiener Architekturbüro Fellner & Helmer wurde mit der Gestaltung betraut. Aufgrund von Finanzierungsproblemen konnte das fertige Design jedoch kurzfristig nicht umgesetzt werden. Daraufhin wurde das eigentlich für Czernowitz vorgesehene Theater 1901/02 in Fürth als Stadttheater Fürth gebaut. Nachdem sich jedoch neue Finanzierungsmöglichkeiten ergaben, wurde das Theater in den Jahren 1904 und 1905 nach dem ursprünglichen Plan des Architekturbüros Fellner & Helmer in Czernowitz gebaut. Da es baugleich mit dem Stadttheater Fürth ist, werden die beiden Theater als „Theaterzwillinge“ bezeichnet.
Das Stadttheater Czernowitz wurde am 5. Oktober 1905 mit dem Prolog zu Der Musen Einzug von Anton Norst, der Ouvertüre zu Die Weihe des Hauses von Ludwig van Beethoven und der Komödie Maria Theresia von Franz von Schönthan eröffnet. In den folgenden 15 Jahren bot das Theater ein reichhaltiges klassisches und romantisches Schauspiel- und Opernrepertoire. Während des Ersten Weltkrieges fanden zwischen 1915 und 1918 keine Vorstellungen statt. Vor dem Theater wurde ein Standbild des deutschen Dichters Friedrich Schiller aufgestellt, dessen Namen das Theater zunächst trug. Am 29. Dezember 1921 stürmten rumänische Studenten während einer Aufführung von Friedrich Schillers Drama Die Räuber den Theatersaal. Seitdem wurden keine Stück mehr in deutscher Sprache aufgeführt und die Schiller-Statue entfernt. Einige hochrangige Künstler gastierten in den folgenden Jahren im Theater. Dazu zählte auch die Sopranistin Viorica Ursuleac, die aus Czernowitz stammt. Zu Ehren von Olha Kobyljanska, einer ukrainischen Schriftstellerin wurde das Haus 1954 umbenannt und mit ihrem Namen versehen. Eine überlebensgroße Skulptur aus Bronze als Sitzbild, die Olha Kobyljanska darstellt wurde am 2. August 1980 auf einem Sockel vor dem Theater aufgestellt.
Nach dem russischen Überfall auf die Ukraine war das im Westen des Landes gelegene Czernowitz bis Ende September 2022 die einzige Großstadt im Lande, in der noch keine Bomben oder Raketen niedergegangen waren und das Stadttheater nahm keinen Schaden. Deshalb konnte das Lyriktreffen „Meridian“ in verschiedenen Räumen in Czernowitz stattfinden. Keine der Veranstaltungen musste wegen Luftalarms in einen der dafür vorbereiteten, innerstädtischen Schutzbunker verlegt werden. Generell führen Theater und Konzerthäuser seit Beginn der russischen Aggression nur ernste Bühnenwerke auf.

## Gebäude
Der Eingang des Gebäudes wird von vier dekorativen Säulen flankiert, das Dach ist als mächtige Kuppel ausgebildet. Davor befindet sich eine Skulptur der Melpomene.
Die Vorderfront der Fassade ist mit einer Skulpturengruppe nach der Tragödie König Ödipus von Sophokles verziert, daneben wurden Relief-Büsten weltberühmter Schriftsteller und Komponisten, beispielsweise von William Shakespeare, Richard Wagner, Ludwig van Beethoven, Joseph Haydn, Johann Wolfgang von Goethe, Wolfgang Amadeus Mozart, Friedrich Schiller, Franz Schubert und des russischen Nationaldichters Alexander Puschkin angebracht. Wegen des russischen Überfalls auf die Ukraine wurde das Pushkin-Relief entfernt.
Der elegante Zuschauerraum ist im prächtigen Stil des späten Wiener Barocks ausgestattet, was durch die üppigen vergoldeten Figuren und Ornamente sowie die Goldverzierungen und Kronleuchter verdeutlicht wird. Die Seitenbalkone und die Decke sind mit allegorischen Bildern über die antiken Göttinnen der Künste geschmückt. Das Theater hatte ursprünglich 813 Sitz- und Stehplätze. Die ehemals vorhandenen, vorrangig von Studenten genutzten Balkonstehplätze wurden zu Sitzplätzen umfunktioniert, sodass nun Sitze für 730 Zuschauer zur Verfügung stehen. Im Jahr 1979 wurde das Theater renoviert. Dabei wurden im Inneren des Gebäudes 2,5 Kilogramm Blattgold verarbeitet.

## Galerie

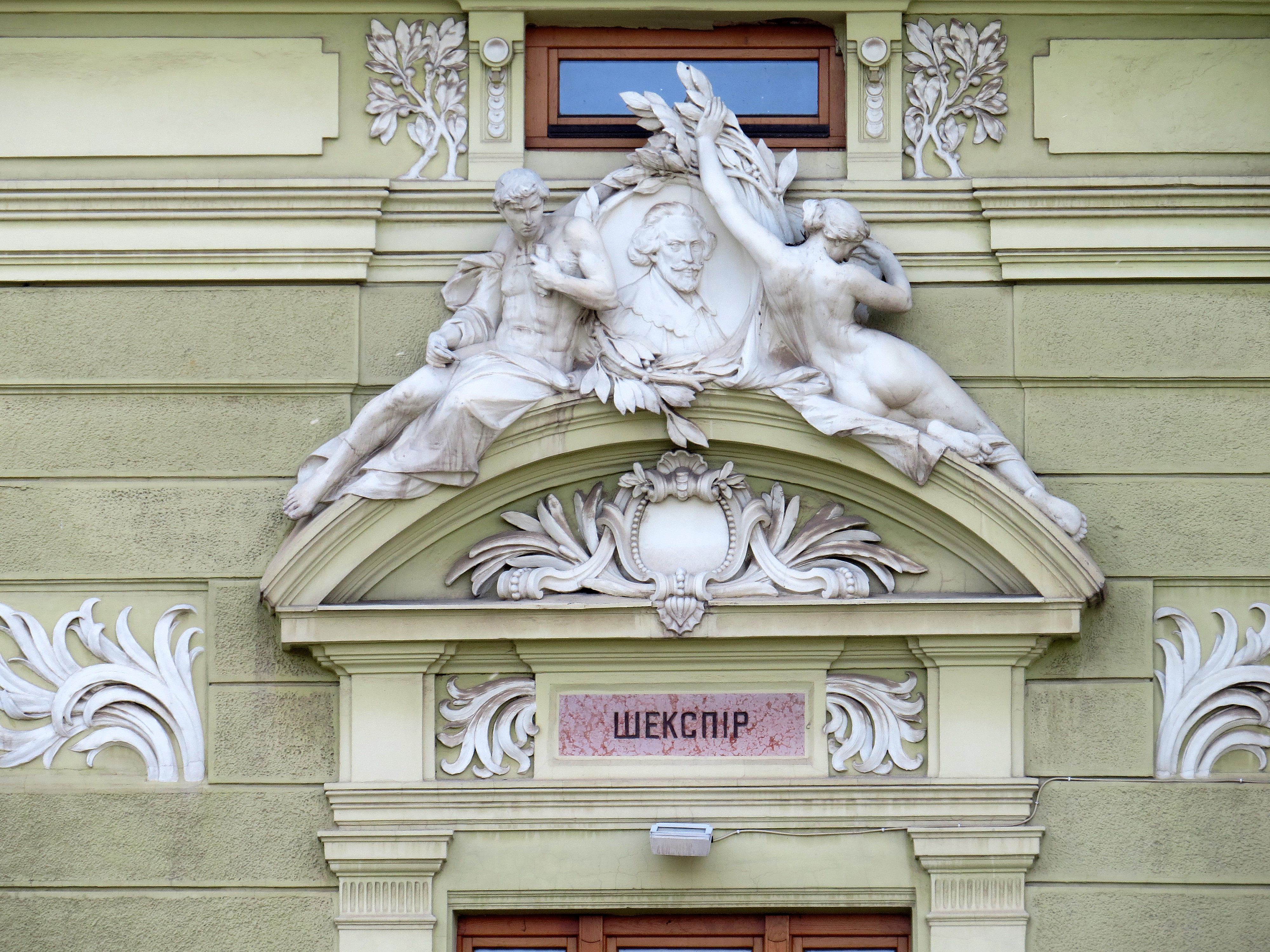
William-Shakespeare-Relief
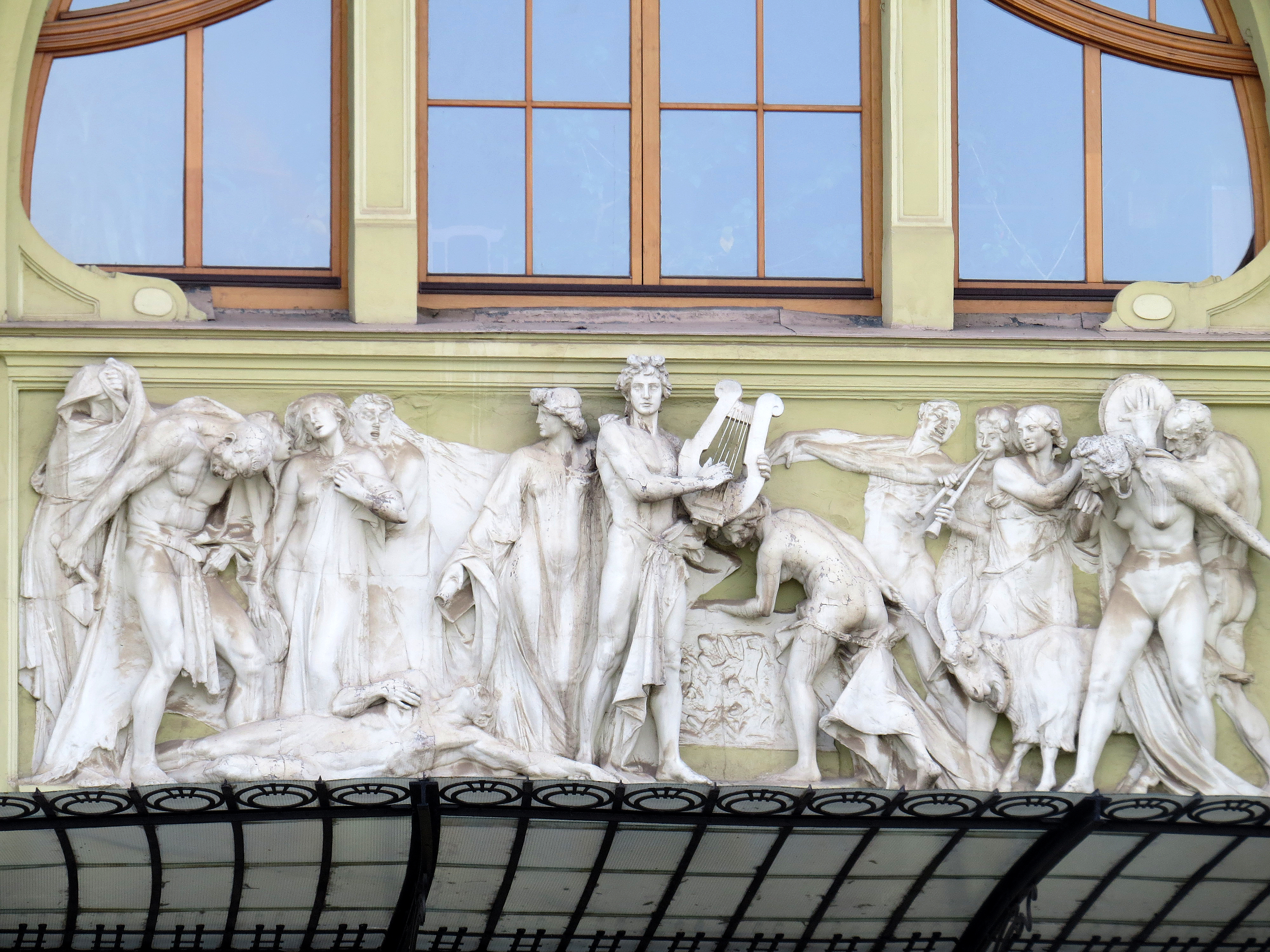
Szene aus König Ödipus
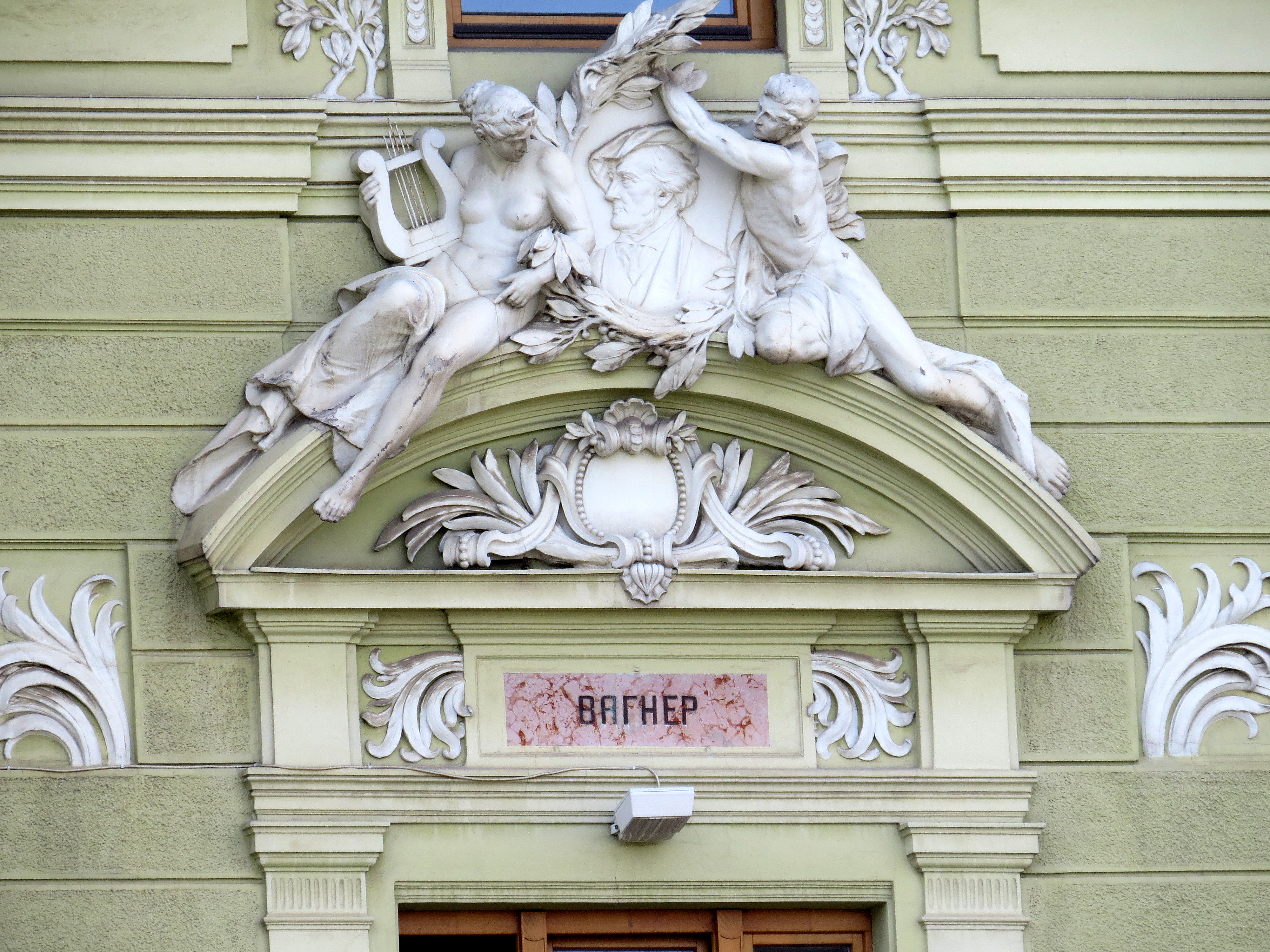
Richard-Wagner-Relief
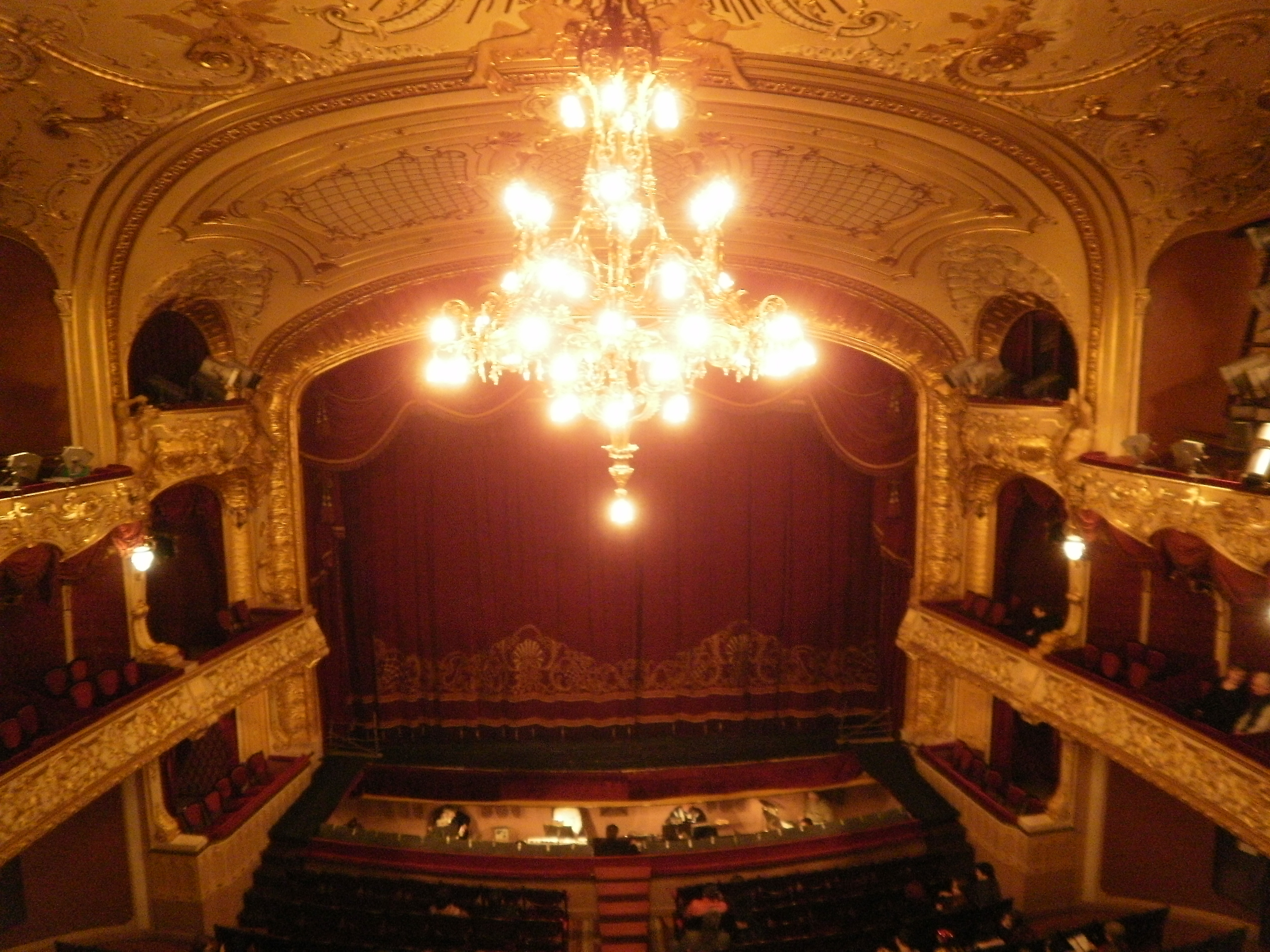
Zuschauerraum
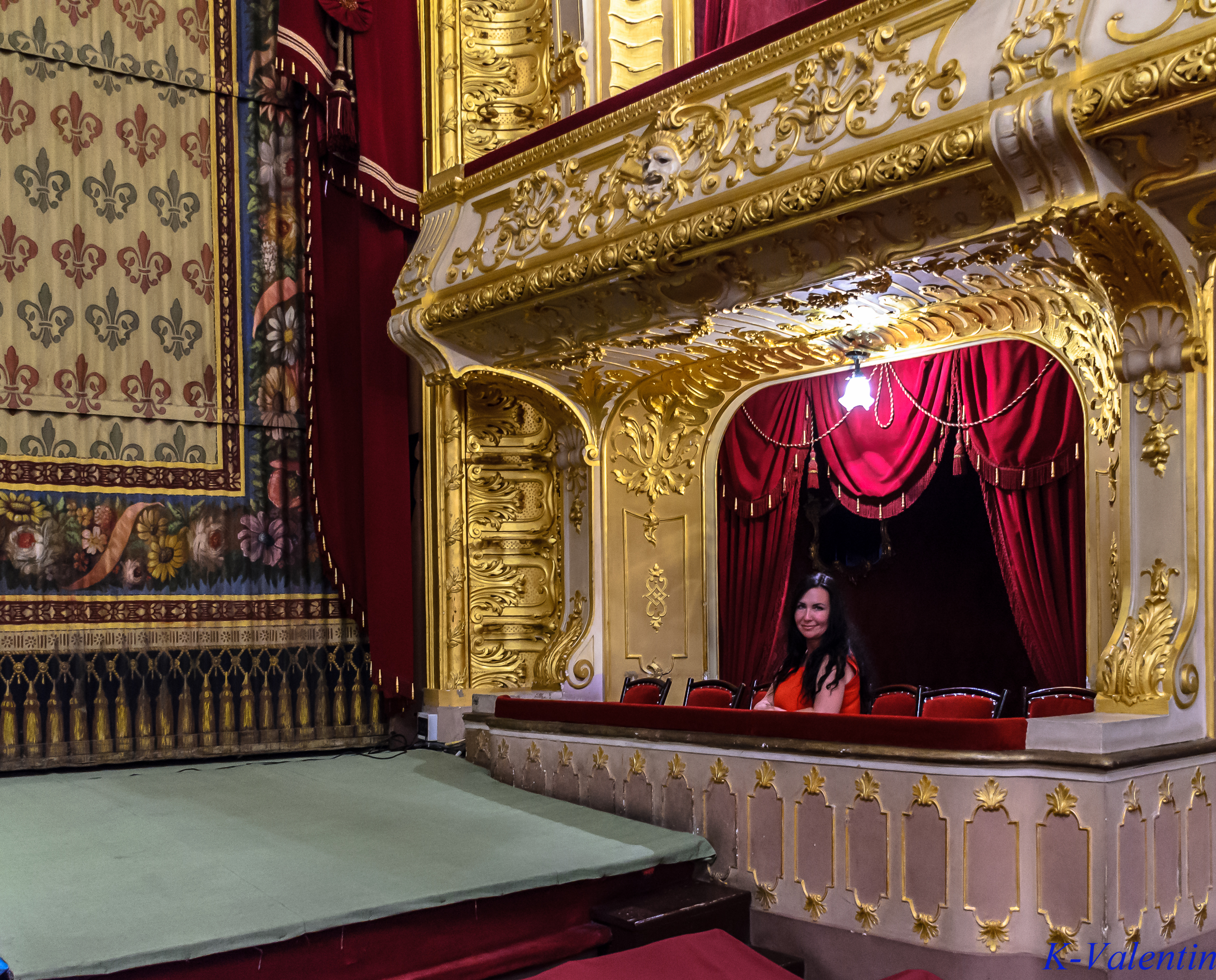
Seitenloge